# Павлов, Виталий Геннадьевич
Виталий Геннадьевич Павлов (бел. Віталь Генадзевіч Паўлаў; род. 21 августа 1965, Овруч, Житомирская область) — советский и белорусский футболист, полузащитник и нападающий; футбольный тренер.

## Биография

### Карьера игрока
Воспитанник ДЮСШ г. Овруч, первый тренер — Георгий Леонидович Примак. Взрослую карьеру начинал в дубле житомирского «Спартака» и команде КФК «Звезда» (Бердичев), затем ещё несколько лет играл на уровне КФК. В соревнованиях мастеров до распада СССР выступал только два сезона — в 1989 году за «Сохибкор» (Халкабад) во второй лиге и в 1991 году за «Кубань» (Бараниковский) во второй низшей лиге.
В 1992 году перешёл в клуб высшей лиги Белоруссии бобруйский «Трактор», называвшийся позднее «Фандок» и «Бобруйск», в его составе провёл три неполных сезона. В сезоне 1993/94 команда стала финалистом Кубка Белоруссии, однако ещё до финала игрок покинул её. Также в начале 1990-х годов играл за белорусские клубы «Химик» (Светлогорск) в первой лиге и «Днепр (Рогачёв)» во второй лиге, и в третьем дивизионе Болгарии за «Арда» (Кырджали).
В 1995 году провёл три матча в высшей лиге Белоруссии за «Ведрич». Затем несколько лет играл за «Свислочь-Кровля» (Осиповичи), с этим клубом прошёл путь от второй лиги до высшей, Был играющим тренером. В 1998 году отлучался в Финляндию, где играл в низших дивизионах за «Атлантис-Академия» и «ЯБК Якобстад».
Всего в высшей лиге Белоруссии сыграл 58 матчей и забил 5 голов.

### Карьера тренера
В 2002 году возглавил «Днепр-ДЮСШ-1» (Рогачёв), игравший в первой лиге, работал с командой два сезона. Затем в течение двух лет тренировал речицкий «Ведрич-97», в 2004 году клуб стал серебряным призёром первой лиги и заслужил повышение в классе, однако руководители клуба отказались от этого права.
В конце 2005 года вошёл в тренерский штаб клуба высшей лиги «МТЗ-РИПО» (Минск). Во второй половине 2009 года возглавлял команду «Славия-Мозырь», однако клуб тогда находился в финансовом кризисе и занял предпоследнее место в первой лиге.
С 2010 года в течение семи лет работал в тренерском штабе «Белшины». В июле 2012 года, краткое время в начале 2016 года и во второй половине 2016 года исполнял обязанности главного тренера клуба. В 2016 году не смог удержать клуб от вылета из высшей лиги и в январе 2017 года покинул команду.
С 2017 года возглавлял выступающий в высшей лиге «Слуцк», в июне 2020 года подал в отставку. В 2021 году снова возглавлял «Белшину», в феврале 2022 года переведён на должность ассистента главного тренера.
Окончил факультет Физической культуры Гомельского государственного университета им. Ф. Скорины (1990). Имеет лицензию Pro УЕФА.
В мае 2023 года стал главным тренером бобруйской «Белшины».